# Seznam dílů seriálu Drzá Jordan
Toto je seznam dílů seriálu Drzá Jordan.

## Přehled řad
| Řada | Díly | Premiéra v USA | Premiéra v USA  | Premiéra v ČR | Premiéra v ČR |
| Řada | Díly | První díl      | Poslední díl    | První díl     | Poslední díl  |
| ---- | ---- | -------------- | --------------- | ------------- | ------------- |
| 1    | 23   | 24. září 2001  | 13. května 2002 | vysíláno      | vysíláno      |
| 2    | 22   | 23. září 2002  | 5. května 2003  | vysíláno      | vysíláno      |
| 3    | 13   | 7. března 2004 | 6. června 2004  | vysíláno      | vysíláno      |
| 4    | 21   | 26. září 2004  | 15. května 2005 | vysíláno      | vysíláno      |
| 5    | 21   | 25. září 2005  | 7. května 2006  | vysíláno      | vysíláno      |
| 6    | 17   | 14. ledna 2007 | 16. května 2007 | vysíláno      | vysíláno      |

## Seznam dílů

### První řada (2001–2002)
| Č. v seriálu | Č. v řadě | Původní název                    | Český název                     | Režie            | Scénář                                 | Premiéra v USA     | Premiéra v ČR |
| ------------ | --------- | -------------------------------- | ------------------------------- | ---------------- | -------------------------------------- | ------------------ | ------------- |
| 1            | 1         | Pilot                            | —                               | Allan Arkush     | Tim Kring                              | 24. září 2001      | vysíláno      |
| 2            | 2         | The Dawn of a New Day            | Nový začátek                    | Allan Arkush     | Tim Kring                              | 1. října 2001      | vysíláno      |
| 3            | 3         | The Ties That Bind               | Velmi pevná pouta               | Andy Wolk        | Ian Biederman                          | 8. října 2001      | vysíláno      |
| 4            | 4         | Born to Run                      | Na útěku                        | Allan Arkush     | Damon Lindelof                         | 15. října 2001     | vysíláno      |
| 5            | 5         | You Can't Go Home Again          | Domů se nevrátíš                | Donna Deitch     | Samantha Howard Corbin                 | 22. října 2001     | vysíláno      |
| 6            | 6         | Believers                        | Věřící                          | Ian Toynton      | Todd Ellis Kessler                     | 29. října 2001     | vysíláno      |
| 7            | 7         | Sight Unseen                     | Historická zahrada              | Dick Lowry       | Gary Glasberg                          | 12. listopadu 2001 | vysíláno      |
| 8            | 8         | Digger (Part 1)                  | Kopáč (1. část)                 | Ian Toynton      | Diane Ademu-John                       | 19. listopadu 2001 | vysíláno      |
| 9            | 9         | Digger (Part 2)                  | Kopáč (2. část)                 | Allan Arkush     | Jill Blotevogel                        | 26. listopadu 2001 | vysíláno      |
| 10           | 10        | Blue Christmas                   | Smutné Vánoce                   | Donna Deitch     | Ian Biederman a Samantha Howard Corbin | 10. prosince 2001  | vysíláno      |
| 11           | 11        | Wrong Place, Wrong Time          | Ve špatný čas na špatném místě  | Rick Rosenthal   | Damon Lindelof                         | 7. ledna 2002      | vysíláno      |
| 12           | 12        | Blood Relatives                  | Pokrevní svazky                 | Arvin Brown      | Todd Ellis Kessler a Gary Glasberg     | 14. ledna 2002     | vysíláno      |
| 13           | 13        | Miracles & Wonders               | Divy a zázraky                  | Allan Arkush     | Tim Kring                              | 21. ledna 2002     | vysíláno      |
| 14           | 14        | Four Fathers                     | Čtyři otcové                    | Rachel Talalay   | Diane Ademu-John                       | 28. ledna 2002     | vysíláno      |
| 15           | 15        | Acts of Mercy                    | Akty milosrdenství              | Alex Zakrzewski  | Elizabeth Sarnoff                      | 4. února 2002      | vysíláno      |
| 16           | 16        | Lost and Found                   | Ztráty a nálezy                 | Donna Deitch     | Clifton Campbell                       | 25. února 2002     | vysíláno      |
| 17           | 17        | Crime a Punishment               | Zločin a trest                  | Allan Arkush     | Damon Lindelof                         | 4. března 2002     | vysíláno      |
| 18           | 18        | With Honor                       | Služba vlasti                   | Donna Deitch     | Gary Glasberg                          | 18. března 2002    | vysíláno      |
| 19           | 19        | For Harry, with Love and Squalor | Pro Harryho, s láskou a odporem | Ian Toynton      | Tim Kring                              | 8. dubna 2002      | vysíláno      |
| 20           | 20        | The Gift of Life                 | Dar života                      | Arvin Brown      | Ian Biederman                          | 15. dubna 2002     | vysíláno      |
| 21           | 21        | Someone to Count On              | Někdo, s kým můžeš počítat      | Nick Gomez       | Barbara Ellis Nance                    | 29. dubna 2002     | vysíláno      |
| 22           | 22        | Secrets & Lies (Part 1)          | Tajnosti a lži (1. část)        | Michael Gershman | Elizabeth Sarnoff                      | 6. května 2002     | vysíláno      |
| 23           | 23        | Secrets & Lies (Part 2)          | Tajnosti a lži (2. část)        | Allan Arkush     | Tim Kring                              | 13. května 2002    | vysíláno      |

### Druhá řada (2002–2003)
| Č. v seriálu | Č. v řadě | Původní název                         | Český název                 | Režie                  | Scénář                                                                | Premiéra v USA     | Premiéra v ČR |
| ------------ | --------- | ------------------------------------- | --------------------------- | ---------------------- | --------------------------------------------------------------------- | ------------------ | ------------- |
| 24           | 1         | There's No Place Like Home            | Všude dobře, doma nejlíp    | Allan Arkush           | Tim Kring                                                             | 23. září 2002      | vysíláno      |
| 25           | 2         | Bombs Away                            | Žádné bomby                 | Ian Toynton            | Ian Biederman                                                         | 30. září 2002      | vysíláno      |
| 26           | 3         | The Truth Is Out There                | Pravda je někde tam venku   | Tony Wharmby           | David Amann                                                           | 7. října 2002      | vysíláno      |
| 27           | 4         | Pay Back                              | Splacený dluh               | Leslie Libman          | Kathy McCormick                                                       | 14. října 2002     | vysíláno      |
| 28           | 5         | As If by Fate                         | Co se má stát, to se stane  | Michael Zinberg        | Gary Glasberg                                                         | 21. října 2002     | vysíláno      |
| 29           | 6         | One Twelve (Upon the Wasted Building) | Exploze                     | Allan Arkush           | Damon Lindelof                                                        | 11. listopadu 2002 | vysíláno      |
| 30           | 7         | Scared Straight                       | Pod povrchem                | Arvin Brown            | Elizabeth Sarnoff                                                     | 18. listopadu 2002 | vysíláno      |
| 31           | 8         | Don't Look Back                       | Neohlížej se                | Ian Toynton            | Tim Kring                                                             | 2. prosince 2002   | vysíláno      |
| 32           | 9         | Prisoner Exchange                     | Výměna vězňů                | Michael Gershman       | Ian Biederman                                                         | 9. prosince 2002   | vysíláno      |
| 33           | 10        | Ockham's Razor                        | Occamova břitva             | Allan Arkush           | námět: Damon Lindelof a Lizzy Shaw scénář: Damon Lindelof a Tim Kring | 6. ledna 2003      | vysíláno      |
| 34           | 11        | Family Ties                           | Rodinná pouta               | Ian Toynton            | Kathy McCormick                                                       | 13. ledna 2003     | vysíláno      |
| 35           | 12        | Perfect Storm                         | Dokonalá bouře              | Stephen Williams       | Christopher Barbour a Kiri Zooper                                     | 27. ledna 2003     | vysíláno      |
| 36           | 13        | Strangled                             | 1964                        | Michael Gershman       | Gary Glasberg                                                         | 3. února 2003      | vysíláno      |
| 37           | 14        | Wild Card                             | Divoká karta                | Jesús Salvador Treviño | Diane Ademu-John                                                      | 10. února 2003     | vysíláno      |
| 38           | 15        | John Doe                              | Bez totožnosti              | Tim Hunter             | David Amann                                                           | 24. února 2003     | vysíláno      |
| 39           | 16        | Conspiracy                            | Spiknutí                    | Michael Zinberg        | Shintaro Shimosawa a James Morris                                     | 17. března 2003    | vysíláno      |
| 40           | 17        | Cruel and Unusual                     | Kruté a neobvyklé           | Michael Gershman       | Elizabeth Sarnoff                                                     | 31. března 2003    | vysíláno      |
| 41           | 18        | Fire and Ice                          | Oheň a led                  | Arvin Brown            | Kathy McCormick a Diane Ademu-John                                    | 7. dubna 2003      | vysíláno      |
| 42           | 19        | Dead Wives Club                       | Klub mrtvých manželek       | Donna Deitch           | David Amann a Ian Biederman                                           | 14. dubna 2003     | vysíláno      |
| 43           | 20        | Sunset Division                       | Západní divize              | Allan Arkush           | Damon Lindelof a Tim Kring                                            | 21. dubna 2003     | vysíláno      |
| 44           | 21        | Pandora's Trunk (Part 1)              | Pandořina skříňka (1. část) | Stephen Williams       | Damon Lindelof a Gary Glasberg                                        | 28. dubna 2003     | vysíláno      |
| 45           | 22        | Pandora's Trunk (Part 2)              | Pandořina skříňka (2. část) | Allan Arkush           | Tim Kring                                                             | 5. května 2003     | vysíláno      |

### Třetí řada (2004)
| Č. v seriálu | Č. v řadě | Původní název                                                      | Český název              | Režie            | Scénář                                                   | Premiéra v USA  | Premiéra v ČR |
| ------------ | --------- | ------------------------------------------------------------------ | ------------------------ | ---------------- | -------------------------------------------------------- | --------------- | ------------- |
| 46           | 1         | Devil May Care                                                     | Čert to vem              | Allan Arkush     | Andi Bushell a Jim Praytor                               | 7. března 2004  | vysíláno      |
| 47           | 2         | Slam Dunk                                                          | Střelba na koš           | Michael Gershman | Kathy McCormick a Sharon Lee Watson                      | 12. března 2004 | vysíláno      |
| 48           | 3         | 'Til Death Do Us Part                                              | Dokud nás smrt nerozdělí | Michael Gershman | Damon Lindelof a Tim Kring                               | 14. března 2004 | vysíláno      |
| 49           | 4         | Is That Plutonium in Your Pocket, or Are You Just Happy to See Me? | První úkol               | Michael Gershman | námět: Tim Kring a Bob Melisso scénář: Tim Kring         | 19. března 2004 | vysíláno      |
| 50           | 5         | Dead or Alive                                                      | Ztracená svědkyně        | Stephen Williams | námět: Aron Eli Coleite scénář: David Amann              | 21. března 2004 | vysíláno      |
| 51           | 6         | Second Chances                                                     | Druhá šance              | Allan Arkush     | Kathy McCormick                                          | 28. března 2004 | vysíláno      |
| 52           | 7         | Missing Pieces                                                     | Chybějící kousky         | Stephen Williams | David Amann                                              | 4. dubna 2004   | vysíláno      |
| 53           | 8         | Most Likely                                                        | Méně je někdy více       | Joyce Chopra     | Gary Glasberg                                            | 18. dubna 2004  | vysíláno      |
| 54           | 9         | All the News Fit to Print                                          | Nic se neutají           | Allan Arkush     | Kira Arne                                                | 25. dubna 2004  | vysíláno      |
| 55           | 10        | Revealed                                                           | Ve městě je upír!        | Allan Arkush     | námět: Damon Lindelof scénář: Damon Lindelof a Tim Kring | 9. května 2004  | vysíláno      |
| 56           | 11        | He Said, She Said                                                  | Opak je pravdou          | Michael Gershman | Andi Bushell a Jim Praytor                               | 16. května 2004 | vysíláno      |
| 57           | 12        | Dead in the Water                                                  | Smrt na moři             | Stephen Williams | Gary Glasberg                                            | 23. května 2004 | vysíláno      |
| 58           | 13        | Oh, Brother Where Art Thou?                                        | Bratříčku, kde jsi?      | Allan Arkush     | Tim Kring                                                | 6. června 2004  | vysíláno      |

### Čtvrtá řada (2004–2005)
| Č. v seriálu | Č. v řadě | Původní název                        | Český název           | Režie                  | Scénář | Premiéra v USA     | Premiéra v ČR |
| ------------ | --------- | ------------------------------------ | --------------------- | ---------------------- | --- | ------------------ | ------------- |
| 59           | 1         | After Dark                           | Zkrat                 | Jesús Salvador Treviño | Scott A. Williams                                                                                            | 26. září 2004      | vysíláno      |
| 60           | 2         | Out of Sight                         | Kam oko nedohlédne    | Roxann Dawson          | Linda Gase                                                                                                   | 3. října 2004      | vysíláno      |
| 61           | 3         | Intruded                             | Narušitel             | Allan Arkush           | Tim Kring | 10. října 2004     | vysíláno      |
| 62           | 4         | Deja Past                            | V pasti               | Michael Gershman       | Andi Bushell                                                                                                 | 17. října 2004     | vysíláno      |
| 63           | 5         | Justice Delayed                      | Opožděná spravedlnost | Dianne Houston         | Kathy McCormick                                                                                              | 24. října 2004     | vysíláno      |
| 64           | 6         | Blue Moon                            | Uherský rok           | Allan Arkush           | námět: Tim Kring a Linda Gase scénář: Scott A. Willams, Robert Rovner a Jon Cowan                            | 31. října 2004     | vysíláno      |
| 65           | 7         | What Happens in Vegas Dies in Boston | Vegas kontra Boston   | Jesús Salvador Treviño | Robert Rovner a Jon Cowan                                                                                    | 7. listopadu 2004  | vysíláno      |
| 66           | 8         | Fire from the Sky                    | Letecké neštěstí      | Allan Arkush           | Scott A. Williams a Tim Kring                                                                                | 14. listopadu 2004 | vysíláno      |
| 67           | 9         | Necessary Risks                      | Nezbytný risk         | Michael Gershman       | Sharon Lee Watson                                                                                            | 21. listopadu 2004 | vysíláno      |
| 68           | 10        | A Stranger Among Us                  | Cizinec mezi námi     | Jesús Salvador Treviño | Andi Bushell                                                                                                 | 2. ledna 2005      | vysíláno      |
| 69           | 11        | Murder in the Rue Morgue             | Vražda v márnici      | Roxann Dawson          | Linda Gase                                                                                                   | 9. ledna 2005      | vysíláno      |
| 70           | 12        | Family Affair                        | Rodinná záležitost    | Tim Hunter             | Kira Arne | 30. ledna 2005     | vysíláno      |
| 71           | 13        | You Really Got Me                    | Tak teď mě máš!       | Allan Arkush           | Robert Rovner a Jon Cowan                                                                                    | 13. února 2005     | vysíláno      |
| 72           | 14        | Gray Murders                         | Záhadná úmrtí         | Roxann Dawson          | Andrew Black                                                                                                 | 13. března 2005    | vysíláno      |
| 73           | 15        | It Happened One Night                | Stalo se jedné noci   | Miguel Ferrer          | Tim Kring | 20. března 2005    | vysíláno      |
| 74           | 16        | Skin and Bone                        | Kost a kůže           | Stephen Williams       | Scott A. Williams                                                                                            | 27. března 2005    | vysíláno      |
| 75           | 17        | Locard's Exchange                    | Teorie výměny         | Bethany Rooney         | Kathy McCormick                                                                                              | 10. dubna 2005     | vysíláno      |
| 76           | 18        | Sanctuary                            | Útočiště              | Michael Gershman       | Aron Eli Coleite                                                                                             | 24. dubna 2005     | vysíláno      |
| 77           | 19        | Embraceable You                      | Ve stínu kláštera     | Allan Arkush           | Linda Gase, Robert Rovner a Jon Cowan                                                                        | 1. května 2005     | vysíláno      |
| 78           | 20        | Forget Me Not                        | Nezapomeň na mě       | Roxann Dawson          | námět: Steve Valentine, Scott A. Williams a Tim Kring scénář: Scott A. Williams a Tim Kring                  | 8. května 2005     | vysíláno      |
| 79           | 21        | Jump Push Fall                       | Pád z výšky           | Allan Arkush           | námět: Linda Gase, Aron Eli Coleite, Robert Rovner a Jon Cowan scénář: Linda Gase, Robert Rovner a Jon Cowan | 15. května 2005    | vysíláno      |

### Pátá řada (2005–2006)
| Č. v seriálu | Č. v řadě | Původní název                 | Český název                 | Režie            | Scénář                                                                     | Premiéra v USA     | Premiéra v ČR |
| ------------ | --------- | ----------------------------- | --------------------------- | ---------------- | -------------------------------------------------------------------------- | ------------------ | ------------- |
| 80           | 1         | There's No Place Like Home II | Všude dobře, doma nejlíp II | Roxann Dawson    | Tim Kring, Robert Rovner a Jon Cowan                                       | 25. září 2005      | vysíláno      |
| 81           | 2         | Luck Be a Lady                | Štěstěna                    | Allan Arkush     | Rob Fresco                                                                 | 2. října 2005      | vysíláno      |
| 82           | 3         | Under the Weather             | Pod vodou                   | Roxann Dawson    | Tim Kring, Robert Rovner a Jon Cowan                                       | 9. října 2005      | vysíláno      |
| 83           | 4         | Judgement Day                 | Soudný den                  | Allan Arkush     | Kathy McCormick                                                            | 16. října 2005     | vysíláno      |
| 84           | 5         | Enlightenment                 | Oáza klidu                  | Bethany Rooney   | Linda Gase                                                                 | 23. října 2005     | vysíláno      |
| 85           | 6         | Total Recall                  | Paměť                       | Ernest Dickerson | Emily Whitesell                                                            | 30. října 2005     | vysíláno      |
| 86           | 7         | Road Kill                     | Chuť zabíjet                | Roxann Dawson    | Melissa R. Byer a Treena Hancock                                           | 27. listopadu 2005 | vysíláno      |
| 87           | 8         | A Man in Blue                 | Muž v modrém                | Jonathan Kaplan  | námět: Tim Kring a Jason Ning scénář: Rob Fresco a Jason Ning              | 4. prosince 2005   | vysíláno      |
| 88           | 9         | Death Goes On                 | Smrt a dál?                 | Roxann Dawson    | Kathy McCormick a Aron Eli Coleite                                         | 11. prosince 2005  | vysíláno      |
| 89           | 10        | Loves Me Not                  | Nemá mě rád…                | Allan Arkush     | Robert Rovner a Jon Cowan                                                  | 8. ledna 2006      | vysíláno      |
| 90           | 11        | The Elephant in the Room      | Nepříjemná pravda           | Bethany Rooney   | Joe Pokaski                                                                | 15. ledna 2006     | vysíláno      |
| 91           | 12        | Code of Ethics                | Etický kodex                | Miguel Ferrer    | Linda Gase                                                                 | 22. ledna 2006     | vysíláno      |
| 92           | 13        | Dreamland                     | Země snů                    | Karen Gaviola    | Rob Fresco                                                                 | 29. ledna 2006     | vysíláno      |
| 93           | 14        | Death Toll                    | Daň za smrt                 | Allan Arkush     | Melissa R. Byer a Treena Hancock                                           | 12. března 2006    | vysíláno      |
| 94           | 15        | Blame Game                    | Svalování viny              | Miguel Ferrer    | námět: Aron Eli Coleite a Jason Ning scénář: Kathy McCormick               | 19. března 2006    | vysíláno      |
| 95           | 16        | Someone to Watch Over Me      | Černá a bílá                | Aaron Lipstadt   | Emily Whitesell                                                            | 26. března 2006    | vysíláno      |
| 96           | 17        | Save Me                       | Zachraň mě                  | Allan Arkush     | Linda Gase                                                                 | 9. dubna 2006      | vysíláno      |
| 97           | 18        | Thin Ice                      | Ledové příběhy              | Donna Deitch     | Robert Rovner a Jon Cowan                                                  | 16. dubna 2006     | vysíláno      |
| 98           | 19        | Mysterious Ways               | Cesty zázraků               | Miguel Ferrer    | Lawrence Meyers                                                            | 23. dubna 2006     | vysíláno      |
| 99           | 20        | Mace vs. Scalpel              | Pošťák nezvoní              | Bethany Rooney   | Rob Fresco                                                                 | 30. dubna 2006     | vysíláno      |
| 100          | 21        | Don't Leave Me This Way       | Zabij mě, lásko             | Allan Arkush     | námět: Melissa R. Byer a Treena Hancock scénář: Linda Gase a Robert Rovner | 7. května 2006     | vysíláno      |

### Šestá řada (2007)
| Č. v seriálu | Č. v řadě | Původní název                  | Český název          | Režie             | Scénář                                                                    | Premiéra v USA  | Premiéra v ČR |
| ------------ | --------- | ------------------------------ | -------------------- | ----------------- | ------------------------------------------------------------------------- | --------------- | ------------- |
| 101          | 1         | Retribution                    | Odplata              | Roxann Dawson     | námět: Jon Cowan a Robert Rovner scénář: Treena Hancock a Melissa R. Byer | 14. ledna 2007  | vysíláno      |
| 102          | 2         | Shattered                      | Bezohledně           | Donna Deitch      | Lynne E. Litt                                                             | 21. ledna 2007  | vysíláno      |
| 103          | 3         | 33 Bullets                     | Třiatřicet kulek     | John Badham       | Rob Fresco                                                                | 28. ledna 2007  | vysíláno      |
| 104          | 4         | Crazy Little Thing Called Love | Smrt mimo ring       | Roxann Dawson     | Rob Wright                                                                | 11. února 2007  | vysíláno      |
| 105          | 5         | Mr. Little and Mr. Big         | Malý velký muž       | Ravi Kapoor       | Kathy McCormick                                                           | 18. února 2007  | vysíláno      |
| 106          | 6         | Night of the Living Dead       | Noc oživlé mrtvoly   | Allan Arkush      | Jason Ning                                                                | 25. února 2007  | vysíláno      |
| 107          | 7         | Hubris                         | Přílišné sebevědomí  | Roxann Dawson     | Treena Hancock a Melissa R. Byer                                          | 7. března 2007  | vysíláno      |
| 108          | 8         | Isolation                      | Karanténa            | Bethany Rooney    | Ashley Gable                                                              | 14. března 2007 | vysíláno      |
| 109          | 9         | Seven Feet Under               | Tajemná mumie        | Kate Woods        | Brian Ross                                                                | 21. března 2007 | vysíláno      |
| 110          | 10        | Fall From Grace                | V nemilosti          | Craig Ross, Jr.   | Brett Mahoney                                                             | 28. března 2007 | vysíláno      |
| 111          | 11        | Faith                          | Víra                 | Donna Deitch      | Jon Cowan a Robert Rovner                                                 | 4. dubna 2007   | vysíláno      |
| 112          | 12        | Sleeping Beauty                | Dlouhý spánek        | Bethany Rooney    | Rob Fresco                                                                | 11. dubna 2007  | vysíláno      |
| 113          | 13        | Post Hoc Ergo Propter Hoc      | Halucinace           | Jill Hennessy     | Kathy McCormick a Lynne E. Litt                                           | 18. dubna 2007  | vysíláno      |
| 114          | 14        | In Sickness & In Health        | V nemoci i ve zdraví | Donna Deitch      | Jason Ning, Treena Hancock a Melissa R. Byer                              | 25. dubna 2007  | vysíláno      |
| 115          | 15        | Dead Again                     | Zase mrtvá           | John Badham       | Jim Danger Gray a Rob Wright                                              | 2. května 2007  | vysíláno      |
| 116          | 16        | D.O.A.                         | Oběti a vrazi        | Curtis A. Schnell | Rob Fresco                                                                | 9. května 2007  | vysíláno      |
| 117          | 17        | Crash                          | Havárie              | Roxann Dawson     | Jon Cowan, Ashley Gable a Robert Rovner                                   | 16. května 2007 | vysíláno      |